# Virgínia Ciminelli
Virgínia Sampaio Teixeira Ciminelli (Minas Gerais) é uma engenheira química, pesquisadora e professora universitária brasileira.
Professora titular da Escola de Engenharia da Universidade Federal de Minas Gerais, Virgínia é Comendadora da Ordem Nacional do Mérito Científico, membro da Academia Nacional de Engenharia (cadeira número 82), membro da Academia Nacional de Engenharia dos Estados Unidos, membro da The World Academy of Sciences e da Academia Brasileira de Ciências.

## Biografia
Nascida em Minas Gerais, Virgínia ingressou no curso de engenharia química da Escola de Engenharia da Universidade Federal de Minas Gerais em 1972, concluindo o curso em 1976. Em 1979, ingressou no mestrado na mesma área, pela mesma instituição e em 1982 partiu para a Universidade Estadual da Pensilvânia, onde sob a orientação do professor Kwadwo Osseo-Asare defendeu seu doutorado na área de Processamento Mineral.
Professora titular da Universidade Federal de Minas Gerais desde 1977, Virgínia coordena o Instituto Nacional de Ciência e Tecnologia: INCT - Recursos Minerais, Água e Biodiversidade. Possui mais de 220 publicações em periódicos nacionais e internacionais, além da supervisão de 47 teses e dissertações (concluídas) e de 12 trabalhos de pós-doutorado.
Suas principais áreas de atuação são desenvolvimento e aplicação de processos hidrometalúrgicos e de tratamento de efluentes aquosos, com ênfase à termodinâmica, cinética e mecanismo de reações de dissolução, sorção, precipitação, eletrorrecuperação, em particular aos fenômenos de oxidação de sulfetos, especiação e fixação de arsênio.